# Dynamite (Afrojack)
Dynamite è un singolo del DJ olandese Afrojack, pubblicato nel 2014 e interpretato insieme al rapper statunitense Snoop Dogg. Il brano è stato estratto dall'album Forget the World.

## Tracce
1. Dynamite (featuring Snoop Dogg) - 3:48